# میگل آنخل نیتو
میگل آنخل نیتو (انگلیسی: Miguel Ángel Nieto؛ زادهٔ ۱۲ ژانویهٔ ۱۹۸۶) بازیکن فوتبال اهل اسپانیا است.
از باشگاه‌هایی که در آن بازی کرده‌است می‌توان به باشگاه فوتبال هرکولس، باشگاه فوتبال رئال مادرید سی، باشگاه فوتبال راسینگ سانتاندر، باشگاه فوتبال نومانسیا، باشگاه فوتبال رئال مادرید، باشگاه فوتبال رئال مادرید کاستیا، باشگاه فوتبال آلمریا، باشگاه فوتبال کوردوبا، و باشگاه فوتبال خرز اشاره کرد.